# Ливны
Ли́вны — город (с 1586) в Орловской области России, административный центр Ливенского района, в который не входит. Являясь городом областного значения, образует муниципальное образование городской округ город Ливны. Населённый пункт воинской доблести (06.06.2016).
Площадь — 3 210 га.

Население — 42 928 чел. (2023).
Ливны — второй по населению, площади и экономике город области.
Город Ливны дважды был признан одним из самых благоустроенных городов России III категории (2-е место в 2008 г. и 3-е место в 2007 г.).

## Этимология
Своё имя город Ливны получил от названий двух рек, у слияния которых был изначально основан. Это Ливна Полевая и Ливна Лесная:11.

## Физико-географические характеристики

### Географическое положение
Город Ливны расположен в месте слияния рек Ливенки и Сосны (приток Дона), на юго-востоке Орловской области.

### Время
Город Ливны, как и вся Орловская область, находится в часовой зоне, обозначаемой по международному стандарту как Moscow Time Zone (MSK).

### Рельеф и геологическое строение
Ливны расположены в центре Среднерусской возвышенности на Восточно-Европейской равнине, лежащей на древней одноимённой платформе. Характер местности — лесостепной. Высота над уровнем моря в самой высокой точке города находится в районе элеватора — 191 метр, а самая низкая — берег Сосны — 126 метров:439.

### Полезные ископаемые
В окрестностях города имеются залежи некоторых нерудных материалов. Наибольшее применение из них нашли песок и известняк. Залежи последнего имеются как в самом городе, так и в округе по берегам Сосны. Например, у села Горностаевки его объём составляет порядка миллиона кубометров:439. До середины XX века известняк, как дешёвый и легкодоступный материал, широко использовался в строительстве городских зданий, мощения дорог, производства извести и возведения заборов:7.
Кроме того, по берегам Сосны вблизи сёл Речица и Сосновка (быв. Сталино) имеются залежи известнякового туфа:7. Объём оценивается в 21 тысячу м³. До 1937 года велась его добыча для нужд курских строительных организаций. После перехода Ливенского района из Курской области в состав Орловской, все работы были прекращены:20—21.
У деревни Плешково имеются обширные запасы огнеупорной глины (см. ниже раздел «Плешковский гончарный промысел»).

### Климат
Климат Ливен — умеренно континентальный (в классификации Кёппена — Dfb). Средняя температура января составляет −8,2 °C, а июля +19,3 °C. Среднегодовая температура +5,8 °C.
Средняя годовая норма осадков составляет 565 мм; максимальное количество осадков обычно приходится на июнь — август, а минимальное на декабрь — март.
| Показатель                    | Янв.  | Фев.  | Март | Апр. | Май  | Июнь | Июль | Авг. | Сен. | Окт. | Нояб. | Дек. | Год  |
| ----------------------------- | ----- | ----- | ---- | ---- | ---- | ---- | ---- | ---- | ---- | ---- | ----- | ---- | ---- |
| Средний суточный максимум, °C | −5,5  | −4,8  | 1    | 11,8 | 19,7 | 23,3 | 24,9 | 23,8 | 17,8 | 10   | 1,7   | −3,1 | 10,1 |
| Средняя температура, °C       | −8,2  | −8,1  | −2,5 | 7    | 14,1 | 17,7 | 19,3 | 18   | 12,5 | 6,1  | −0,8  | −5,5 | 5,8  |
| Средний суточный минимум, °C  | −11,5 | −11,7 | −6,1 | 2,3  | 8,2  | 12   | 13,9 | 12,5 | 7,6  | 2,5  | −3,4  | −8,5 | 1,5  |
| Норма осадков, мм             | 38    | 26    | 24   | 44   | 52   | 76   | 72   | 66   | 50   | 46   | 38    | 33   | 565  |
| Источник: , Метеоинфо         |       |       |      |      |      |      |      |      |      |      |       |      |      |

## История
Впервые город упомянут в сборнике XVII века в родословной рязанских князей под 1177 годом. В летописях не упомянут. Он был центром удельного Ливенского княжества, входившего в Княжество Рязанское:49. Современными раскопками определено расположение этого места, находящегося от нынешнего города на 4 км выше по течению Ливенки — у слияния рек Ливны Лесной и Ливны Полевой. Оно названо археологами Ключевским городищем. Городище представляло собой небольшое, укреплённое по периметру поселение общей площадью порядка 450 м². То есть поселение, которых в Древней Руси была половина:49—51. Этот первый город был полностью уничтожен в XIII веке в ходе Западного похода Батыя. Тогда же исчезло и Ливенское удельное княжество:12.
Возрождение произошло лишь через 300 лет. Укрепляющееся Русское государство, куда теперь входили ливенские земли, нуждалось в защите своих границ. Поэтому с 1571 года в числе 73 прочих укреплённых пунктов южного рубежа (сторо́ж) возникают и Усть-Ливны на реке Сосне:12—14. Обнесённая тыном со смотровыми вышками и воротами, служебными и жилыми избами, набатом и церковью, ливенская сторо́жа охраняла берег Сосны длиной в 21 версту от устья реки Труды до устья реки Кунач:14. В 1586 году вышел указ царя Фёдора Иоанновича, сообщавший: «…на Сосне, не доезжая до Оскола два днища, поставить велено город Ливны, а на Дону, на Воронеже, не доезжая до богатого затона два днища, велено поставить город Воронеж… Каковы будут вести на Ливнах про приход воинских людей на государевы украины — с Ливен посылать с вестьми на Воронеж, — и с Воронежа потому ж на Ливны с вестьми посылать»:14—15. Так возник Ливенский кремль.
Роль Ливен того времени раскрывают как минимум два источника. Первый — письмо иезуитов Чижевского и Лавицкого, отправленное в Путивль сторонникам Лжедмитрия I в феврале — марте 1605 года. В нём, кроме сообщения о переходе Ливен на сторону самозванца, говорится: «… Ливны не уступают по размерам Путивлю, значение этого города в военное время исключительно велико». Второе упоминание можно встретить в записках капитана Жака Маржерета — современника, авантюриста и профессионального наёмника, путешествовавшего в 1590—1606 годах: «…страна обитаема лишь до Ливен, расположенных примерно в 700 верстах от Москвы. За ними есть различные города, именно: Борисов город, Царёв город и другие. Этот Царёв Город почти на 1000 вёрст удалён от сказанных Ливен. Эти города постоянно заселяются; землю находят весьма плодородной, но они осмеливаются обрабатывать её только в окрестностях городов». Таким образом, к концу XVI века Ливны и Воронеж стали частью южных рубежей, позднее входивших в Большую засечную черту. Они защищали государство от набегов из придонских степей.
Летом 1618 года 20 тысяч запорожцев во главе с Сагайдачным двинулись через Ливны на Москву, захватив по пути Путивль, Рыльск, Курск, Валуйки, Елец, Лебедянь, Данков, Скопин, Ряжск, разрезая пространство между Курском и Кромами. Ливенцы оказали ожесточённое сопротивление, но силы оказались слишком неравны: по росписи 1618 года в ливенском гарнизоне насчитывалось всего 940 человек. «Ливенское разорение» нашло своё отражение в летописях. Вот как изображено побоище под Ливнами в Бельской летописи:
А пришол он, пан Саадачной, с черкасы под украинной город под Ливны, и Ливны приступом взял, и многую кровь християнскую пролил, много православных крестьян и з женами и з детьми посек неповинно, и много православных християн поруганья учинил и храмы Божия осквернил и разорил и домы все християнские пограбил и многих жен и детей в плен поимал.
В 1778 году Ливны становятся уездным городом Ливенского уезда в составе Орловского наместничества (с 1796 года — Орловской губернии).
В XIX веке Ливны стали крупным торгово-ремесленным центром Орловской губернии. Здесь торговали хлебом, пенькой, солью, скотом. Развивались различные ремёсла, в том числе производство русской гармони-«ливенки». В 1838 году в Ливнах было 745 домов, в том числе 49 каменных. Экономическое развитие города упрочило проведение через Ливны Орловско-Грязской железной дороги в 1871 году, а затем её продление в 1896 году. В 1891 году в городе насчитывалось уже 1434 деревянных здания и 383 каменных, работало 28 предприятий, включая чугунолитейный, три мыловаренных, два мукомольных и солодовенный заводы. В 1901 году в Ливнах появился водочный завод.
В январе-феврале 1918 года власть в Ливнах и уезде перешла в руки Совета рабочих, солдатских и крестьянских депутатов. В августе 1918 года в Ливенском уезде произошло мощное антибольшевистское восстание. Повстанцам удалось очистить от большевиков центр уезда — Ливны. После прибытия из Орла подкреплений большевики вернули Ливны под свой контроль; силы восставших были рассеяны и уничтожены.
В середине октября 1919 года во время похода на Москву марковцы без боя заняли Ливны, которых в городе встречали с цветами. Но уже 3 ноября марковские части оставили Ливны, отступая на юг.
С 30 июля 1928 года город является центром Ливенского района Орловского округа Центрально-Чернозёмной области (с 1937 года — Орловской области).
28 апреля 1962 года город Ливны отнесён к категории городов областного подчинения.
С 1 января 2006 года Ливны образуют городской округ «Город Ливны».
Указом губернатора Орловской области № 276 от 6 июня 2016 года за мужество, стойкость и героизм, проявленные защитниками города в борьбе за независимость и свободу Отечества, городу присвоено почётное звание Орловской области «Населённый пункт воинской доблести».

### Исторические названия улиц
С приходом к власти большевиков в Ливнах была переименована большая часть дореволюционных названий улиц.
| Дореволюционные названия | Современные (советские) названия                 |
| ------------------------ | ------------------------------------------------ |
| Акатовская улица         | Дружбы народов (первоначально Лейтенанта Шмидта) |
| Георгиевская улица       | Щербакова                                        |
| Дворянская улица         | Крестьянская                                     |
| Елецкая улица            | Свердлова                                        |
| Казанская улица          | Карла Маркса                                     |
| Красная улица            | Пушкина                                          |
| Новоникольская улица     | Дзержинского                                     |
| Никольская улица         | Максима Горького                                 |
| Соборная улица           | Ленина                                           |

## Население
| 1856    | 1897    | 1913    | 1926    | 1931    | 1939    | 1959    | 1970    | 1979    | 1986    | 1987    | 1989    |
| ------- | ------- | ------- | ------- | ------- | ------- | ------- | ------- | ------- | ------- | ------- | ------- |
| 10 100  | ↗20 400 | ↗23 400 | ↘19 873 | ↘18 400 | ↘11 982 | ↗23 900 | ↗37 290 | ↗44 912 | ↗50 000 | ↗51 000 | ↗51 696 |
| 1992    | 1998    | 2000    | 2001    | 2002    | 2003    | 2005    | 2006    | 2008    | 2009    | 2010    | 2011    |
| ↗53 000 | ↗53 600 | ↗53 800 | ↘53 500 | ↘52 841 | ↘52 800 | ↘51 900 | ↘51 500 | ↘51 100 | ↘50 979 | ↘50 343 | ↘50 300 |
| 2012    | 2013    | 2014    | 2015    | 2016    | 2017    | 2018    | 2019    | 2020    | 2021    | 2023    |         |
| ↘49 873 | ↘49 342 | ↘48 996 | ↘48 327 | ↘47 924 | ↘47 489 | ↘47 221 | ↘47 179 | ↘47 165 | ↘43 549 | ↘42 928 |         |

На 1 января 2025 года по численности населения город находился на 358-м месте из 1124 городов Российской Федерации.
Национальный состав
По итогам переписи населения 2020 года проживали следующие национальности (национальности менее 0,1 % и другое, см. в сноске к строке «Другие»):
| Национальность | Численность, чел. | Доля     |
| -------------- | ----------------- | -------- |
| Русские        | 41 121            | 94,42 %  |
| Армяне         | 101               | 0,23 %   |
| Украинцы       | 100               | 0,23 %   |
| Азербайджанцы  | 48                | 0,11 %   |
| Узбеки         | 45                | 0,10 %   |
| Другие         | 2134              | 4,91 %   |
| Итого          | 43 549            | 100,00 % |

## Административный статус и органы управления

### Административный статус
В соответствии с Уставом, город Ливны является муниципальным образованием — со статусом городского округа и городом областного значения в соответствии с Законом Орловской области от 19 ноября 2004 года № 449-ОЗ «О статусе и границах города Ливны Орловской области».

### Органы управления
Структуру органов местного самоуправления города Ливны составляют:
- представительный орган муниципального образования — Ливенский городской Совет народных депутатов;
- высшее выборное должностное лицо муниципального образования — глава города Ливны;
- исполнительно-распорядительный орган муниципального образования — администрация города Ливны;
- контрольно-счётный орган муниципального образования — контрольно-счётная палата города Ливны Орловской области.

Ливенский городской Совет народных депутатов — подотчётен населению Ливен, состоит из 32 депутатов, избираемых в ходе муниципальных выборов на 5 лет.
Организацией деятельности Ливенского городского Совета занимается председатель. Он избирается этим органом из своего состава тайным голосованием. Председатель Ливенского городского Совета подконтролен населению Ливен и работает на постоянной основе.
Глава города Ливны — возглавляет администрацию Ливен и руководит ею на принципах личной ответственности и единоначалия. Глава города работает на постоянной основе, подконтролен населению Ливен и городскому Совету народных депутатов. Он избирается сроком на 5 лет на основе всеобщего равного, прямого и тайного голосования.
Администрация города Ливны — постоянно действующая, наделена полномочиями решения вопросов местного значения и осуществления отдельных государственных задач, переданных федеральными законами и законами Орловской области. Главой администрации города по должности является глава Ливен. Структура администрации города утверждается городским Советом народных депутатов по представлению главы города.
Контрольно-счётная палата города Ливны — является постоянным контрольным органом местного самоуправления. Образуется в целях контроля исполнения местного бюджета, отчёта о его исполнении, а также контроля, управления и распоряжения муниципальным имуществом. Она формируется городским Советом по предложению главы Ливен. Подотчётна также городскому Совету. Руководит её работой председатель, назначаемый на должность (сроком на 5 лет) по предложению главы города Ливенским Советом народных депутатов. Председатель и сотрудники контрольно-счётной палаты работают на постоянной основе.

## Промышленность
Среди восьми наиболее крупных предприятий города находятся:
- ОАО «ПТК» Ливенский филиал — городские пассажирские перевозки
- ОАО «Промприбор» — производство нефтесервисного оборудования
- Ливенская ТЭЦ — теплоэлектроцентраль, входящая в состав ОАО «Квадра».

## Транспорт
Через Ливны проходит федеральная дорога Р119 («Орёл — Тамбов») и железная дорога Мармыжи — Верховье.
Железная дорога от станции Верховье Орлово-Грязской линии до Ливен с тремя промежуточными станциями была открыта для движения в 1871 году и стала первой в России узкоколейной (3,5 фута, или 1067 мм) дорогой общего пользования. Строительство велось С. С. Поляковым и продолжалось около года, длина пути без учёта разъездов составила 57 вёрст (62 км). Уже в 1872 году по дороге было перевезено 3,96 млн пудов (64,9 тыс. т) грузов и 35,4 тыс. пассажиров. В 1898 году линия была перешита на стандартную широкую колею, одновременно построено её продолжение до станции Мармыжи Киево-Воронежской дороги.
| С-З | Брянск ~ 273 км. Орёл ~ 140 км. | Москва ~ 458 км. Тула ~ 274 км.          | Рязань ~ 373 км.                                | С-В |
| З   | Гомель ~ 549 км.                | Роза ветров                              | Тамбов ~ 294 км. Липецк ~ 154 км. Елец ~ 67 км. | В   |
| Ю-З | Курск ~ 258 км.                 | Старый Оскол~ 173 км. Белгород ~ 321 км. | Воронеж ~ 205 км.                               | Ю-В |

## Культура и достопримечательности
Наиболее старым из сохранившихся памятников истории и архитектуры Ливен является построенный в XVII веке Свято-Сергиевский кафедральный собор архиепископа Орловского и Ливенского:59. Кроме того по городу, в центральной его части, много зданий различного назначения, возникших на рубеже XIX—XX веков. Значительное их число отмечено памятными досками. Например, представленные ниже в фотогалерее здания Духовного училища и Русско-Азиатского банка.
У современной городской черты можно видеть очень интересный пример старинного промышленного строительства — Адамовскую мельницу. Созданная в конце XIX века:25 с применением новейших тогда железобетонных элементов здания и электропривода от турбины к жерновам, она являлась одним из крупнейших предприятий своего времени.
В городе имеется краеведческий музей с картинной галереей, библиотеки, кинотеатры, несколько парков и спортивных сооружений, ряд высших, средних и начальных учебных заведений, а также Ливенская детская художественная школа.
В пригороде Ливен располагается Мемориал Липовчик, возведённый на месте расстрелов советскими властями жителей города и округи, происходивших в 1937—1938 годах.
Ливны входят в туристический маршрут «Бирюзовое кольцо России»

### Ливенские гармони
Дореволюционные Ливны были известны своими гармошками:265—275. Её прототип попал в Россию из Германии в 30-е годы XIX века. В 1860 году такие немецкие инструменты стали производить в Туле. Их особенностью был разный тон звука при раздвижении и собирании мехов. Нечто подобное осталось до сих пор у губных немецких гармошек. Когда по тульскому образцу решились открыть производство в Ливнах, то конструкцию гармони заметно переработали. Среди прочего тон звука перестал зависеть от направления движения мехов и вообще, фактически был создан новый оригинальный инструмент.
Первоначально ливенка была одноголосой. То есть, при нажатии на клавишу открывался один клапан и это приводило к возникновению одного звука. Позже появились двух- и даже трёхголосые инструменты с различием по тонам в одну октаву.

### Плешковский гончарный промысел
Ливенские места также известны своим гончарным промыслом.
В ста метрах от деревни Плешково, названной по фамилии своего основателя ещё в XVI веке, находится месторождение огнеупорной глины, объём которой оценивается в 4 млн.тонн:439:327-328. Местные жители, не имея возможности полностью обеспечивать себя ведением сельского хозяйства, были вынуждены искать приработок, чем и стало гончарное дело. В 1880 году «Указатель промыслов Орловской губернии» сообщал, что «…плешковский промысел имеет немалую давность»:445. Однако его расцвет совпал лишь с началом XX века; тогда в деревне было около 100 дворов, где проживало порядка 500 человек.
До 1929 года гончары работали единолично. Затем их объединили в промартель, производившую как домашние глиняные изделия — посуду, игрушки и т. п., так и кирпичи. Мастеров, работавших на гончарном круге, было порядка 15 человек. Для заготовки глины и производства кирпичей привлекалось ещё около 50. Кирпичи делали исключительно в летний период непосредственно у места добычи глины, а посуду — круглогодично, в закрытых помещениях. Обжиг проводили в специальных печах устраиваемых с противопожарной целью вдали от жилья. Мелкие игрушки, как правило, свистящие, обжигали в домашних печах (иногда — одновременно с приготовлением пищи). Дрова для обжига, по причине отсутствия леса, закупались везде по округе, где продавались на слом ветхие строения.
Работа в артели требовала большой физической силы, особенно на заготовке глины. Делалось всё вручную; механизация присутствовала только в виде лошадей. Лишь после Великой Отечественной войны печи стали топить вместо дров мазутом.
Плешковские изделии хорошо раскупались на многочисленных ярмарках Орловской и Курской губерниях. Высокое качество глины и умение мастеров обеспечивали производство лёгких, изящных и прочных изделий. Посуду вообще делали «что звон», и она действительно звенела при ударе щелчком.
Ассортимент посуды был довольно широк. Это — кухонные и цветочные горшки, кувшины, плошки-тарелки, кружки, квасницы для приготовления кваса, большие сосуды по 10—20 литров (макитры) для хранения сыпучих и жидких продуктов. Из строительных изделий делали (кроме кирпичей различной формы) дымоходные трубы, плитку и изразцы для облицовки печей, черепицу для кровли.
Игрушки-свистелки обычно мастерились женской частью Плешково. Заметного дохода они не приносили и продавались буквально по копейке, но в качестве подарка детям с ярмарки пользовались огромным спросом. Обычно это были куколки, солдатики, уточки, лошадки; все они приспосабливались для свиста: у животных или птиц свисток встраивался в хвост, а у солдатиков или барыни свистела правая рука. Иногда свисток содержал несколько дополнительных отверстий, что позволяло подыгрывать простейшие мелодии.
Цех плешковской промартели гончаров прекратил своё существование в 1952 году. Восстановившаяся к этому времени металлургическая, стекольная, фарфоро-фаянсовая промышленности значительно снизили спрос на глиняные изделия. Вместе с промартелью постепенно исчезло и производство плешковских игрушек.

### Славянский сад
Летом 2017 года по инициативе ливенского предпринимателя С. А. Клушина и по согласованию с городской администрацией был расчищен заброшенный сквер на Октябрьской улице и началось создание нового места отдыха горожан, названное «Славянский сад». Его общая площадь составляет 4,33 га. Значительная часть работ проводилась силами местных жителей-энтузиастов и организованным в конце 2017 года Централизованным объединением волонтёрских движений (ЦОВД) г. Ливны «Орион». Софинансирование населения, юридических лиц и индивидуальных предпринимателей составило в 2018-19 годах порядка 1 млн рублей. В 2019 году на обустройства Славянского сады был получен Президентский грант. Общие усилия позволили обустроить в 2019—2020 годах не только зону отдыха горожан, но и игровой городок для детей, скейт-парк для любителей экстремальных «покатушек», спортивную площадку с тренажёрами, организовать ряд детских кружков, то есть, Сад стал полноценным местом проведения досуговых мероприятий.
Становление Славянского сада не обошлось без трудностей. Так, после обращения в Ливенской газете к горожанам местного епископа Нектария в апреле 2018 года, где создатели Славянского сада обвинялись в проведении культовых языческих собраний, местные казаки предприняли попытку уничтожения его имущества.
Проблемы развития Славянского сада удаётся преодолевать. В частности, в 2020 году, открыт лучно-стрелковый тир, обустроен бельчатник и в Саду живут теперь 15 белок, со стороны ул. Октябрьская создана деревянная входная арка, ставшая его украшением, установлены светильники, скамьи, урны. Кроме того, заасфальтирована дорожка к лучно-стрелковому тиру. Работы проведены в рамках национального проекта «Жильё и городская среда» и муниципальной программы «Формирование современной городской среды на территории города Ливны в 2018—2024 годах». Даже во время распространения коронавируса 2020 года деятельность не прекращалась. Так например, ММОО «Орион» привлёк Президентский грант на реализацию проекта по возобновлению кружков и секций в условиях пандемии. В 2021 году, в рамках очередного этапа благоустройства парка «Славянский сад»,
ООО «Стройспектр» выполнит объём работ на общую сумму 12,47 млн руб.

### Храмы Ливен
Начало строительства крепостей на Руси, традиционно начиналось в один из православных праздников и совмещалось с закладкой соответствующего празднику Соборного храма. Для ливенской крепости, так называемого, Малого острожка, в 1586 году днём закладки стала Троица, а храмом, соответственно, Соборный Храм Живоначальной троицы, чьё расположение примерно соответствовало центру современного городского парка. В дальнейшем, по мере роста населения, кроме Троицкого собора с пределом Рождества Богородицы, появилась церковь Николая Чудотворца и Воскресения Христова с девичьим монастырём, Пророка Илии с пределом Дмитрия Солунского, Святой Параскевы Пятницы, Вознесенская церковь:81.
Первоначально все городские сооружения, включая церкви, были деревянными и страдали от частых пожаров. Первым каменным храмом стал построенный в 1664 году Сергиевский храм мужского монастыря. А массовое использование камня для строительства началось лишь после очередного «великого пожара», случившегося в 1774 году:82.
С началом XX века, после Октябрьской революции, по решению властей ливенские храмы стали закрываться и постепенно разбираться на строительные материалы. Последний из них, Сергиевская церковь, прекратил работу в 1938 году. Он стал единственным, восстановленным при Советской власти — это произошло в 1948 году.
С конца XX века, по завершении Перестройки, в Ливнах вновь начали возводить храмы. На этот раз не только православные, но и евангельских христиан-баптистов. Возникает также определённая потребность и в мусульманском культовом сооружении.

## Спорт
Ливенские детские и юношеские команды по футболу успешно выступают в турнирах Детской футбольной лиги и в играх на приз клуба «Кожаный мяч». Так в 2007 году ливенская команда «Промприбор-Олимпиец» стала полуфиналистом Всероссийского турнира «Кожаный мяч» в младшей возрастной группе (1996—1997 г.р.).

## Городские легенды

### Древность Ливен
С давних времён бытовало мнение об известности города с XII века. Например, его высказывал Г. Пясецкий, утверждая в 1893 году, будто «не подлежит сомнению, что Ливны принадлежат к числу древнейших городов Орловской губернии, так как они не только существовали в XII веке, но были тогда уже княжеским городом»:22.
Мнение основывалось на трёх приводимых фактах::21—22
- В 1888 году преподаватель Воронежской духовной семинарии и член Учёной Рязанской Архивной комиссии Стефан Егорович Зверев отыскал в частной библиотеке г-на Муромцева в селе Баловневе Данковского уезда Рязанской губернии рукописный сборник 1667 года. Там помещалась родословная Рязанских князей, где на листе 287 упоминались дети князя Глеба Ростиславича Рязанского (умершего в 1177 году) сидевшие «на Ливнах и на Воронеже».
- В. Н. Татищев (1686—1750) колебался в названии князя Святослава (XIII век) Липецким или Ливецким, то есть Ливенским.
- С. М. Соловьёв (1820—1879) вторя В. Н. Татищеву, считал, что территория княжения Святослава и сама его деятельность больше соответствует Ливнам, чем Липецку.

В 70-х годах XX века на ливенском въезде в названии города поместили дату основания — 1180 год и даже поговаривали о скором праздновании 800-летия. Однако, после запроса руководства города, Главное архивное управление СССР официально сообщило, что город-крепость Ливны основан в 1586 году и никакими другими документами Центральный государственный архив древних актов не располагает:89. Поэтому к концу 1970-х годов дату при въезде изменили на нынешнюю, сообщённую архивным управлением, а празднование перенесли на 1986 год. Память о более раннем годе основания осталась лишь в некоторых изданиях:436 и в виде панно на центральной улице. Здесь же размещена и мемориальная доска о награждении города орденом в связи с 400 летней годовщиной.
Сегодня аргументы Г. Пясецкого не считаются достаточно весомыми, так как мнения В. Н. Татищева и С. М. Соловьёва по сути — лишь сомнения, не подкреплённые документами. Кстати, в современных изданиях (например, у В. Н. Татищева:47—50) Святослав, попавший в хроники 1284—1285 годов, однозначно зовётся липецким. Найденные же документы Стефана Зверева вроде бы бесследно погибли в пожаре (впрочем, так же, как и оригинал «Слова о полку Игореве»).
По всей видимости, неоднозначность года основания Ливен происходит из фактически двойного их рождения.
Первое — «спонтанно-экономическое»; произошло в XII веке в лесу у слияния рек Ливна Полевая и Ливна Лесная. Это подтверждено проводившимися раскопками древнего городища, остатки которого отнесены к 1150—1200 годам. По данным С. П. Волкова:10, первое рождение закончилась уничтожением поселения ордами хана Батыя в 1237 году.
Второе — «декретно-оборонное»; произошло по Указу 1586 года сравнительно недалеко от места первого, в четырёх километрах южнее, у впадения реки Ливны (ныне Ливенки) в реку Сосну (то есть на самой границе ногайских и московских территорий).
Именно эта разрывность времени и места существования является причиной разночтений даты рождения города.
Отметим одну интересную особенность датировки года основания 1586-м годом. Выше упоминалось, что и Ливны, и Воронеж основаны в этом году одним и тем же указом царя Фёдора Иоанновича:14—15. Однако официально считается, что Воронеж на год старше Ливен, то есть основан в 1585 году.

### Предание о Колоколе
Город наш заснул,

И несётся над рекою

Колокола гул…

Заунывный… как тоскою

Стихи написаны С. Н. Булгаковым ещё в юности:15. Они о настоящем романтическом рассказе, почти сказании о граде Китеже. Якобы в старое время, когда в кремле, стоявшем на крутом откосе, что над Сосной, взялись устанавливать большой Колокол, он неожиданно сорвался, скатился с горы и утонул в реке. Дна там, как известно, нет, а потому доставать даже не пытались. С той поры и до сих пор перед каждым большим известием слышится ночами из-под воды его глухой рокот.

### Тайники и подземелья
Как и в любом старинном городе, в Ливнах можно услышать о различных подземных галереях, сохранившихся с древности. Кое-что находит подтверждение в документах:
- В конце 70-х годов XX века газета «Орловская правда» опубликовала заметку[9]:86 в которой сообщалось, что при сносе остатков церкви Новая Никола, располагавшейся на пересечении улиц Ф. Дзержинского и М. Горького в подвале обнаружен глубокий колодец. Воды в нём не было, но в нижней части находились горизонтальные ходы. Во избежание трагических случайностей колодец заровняли бульдозером. Но место это и сейчас можно легко найти по скульптуре ученика ремесленного училища.

- В 80-х годах прошлого века орловский историк и краевед Владимир Михайлович Неделин нашёл в Российском военно-историческом архиве план ливенской крепости конца XVII века[9]:86. Там был обозначен подземный ход от кремля (сейчас это территория городского парка) до левого берега Сосны. Судя по всему, ход мог служить для снабжения водой защитников крепости.
- В 1644 году ливенский воевода И. Бутурлин в письме Государю и великому князю Михаилу Фёдоровичу сообщает, что обвалился один из двух бывших в Ливнах подземных тайников. Но по причине отсутствия леса восстановить его нет никакой возможности[9]:87.

### Взяточники XIX века
Многие уездные города украшают свою историю рассказами о прокладке железной дороги. Где дали взятку и, сделав крюк, дорога прошла рядом, а где вместе с крюком даже чужое название станции присвоили их городу. Ливны скромный населённый пункт. Железнодорожная легенда также скромна. Говорят, что в 1864 году:4 ливенские купцы и промышленники раздали взятки чиновникам в министерстве путей сообщений, чтобы строившуюся Московско-Курскую железную дорогу провели через Ливны. Но узнали об этом орловско-мценские конкуренты и перекупили царское МПС. О возврате же ливенцам напрасной взятки ничего не известно.
Эта легенда, если взглянуть на карту, вызывает серьёзные сомнения. Железная дорога из Москвы на Курск могла пройти либо через Орёл, либо через Ливны. Трудно представить, чтобы в подобной ситуации не предпочли губернский город. Да и взятки всё-таки разумнее давать на стадии проектирования.

### Трагедия на адамовской мельнице
История мельницы связана с трагическим убийством её заказчика, Адамова-отца — Фёдора Ивановича. Причина, приводимая С. П. Волковым:188, в следующем:
Мельница во всех смыслах была чудом тогдашней техники, объединившем самые передовые достижения в строительных технологиях и в инженерном оборудовании. Спроектирована сыном Фёдора Ивановича Адамова — Михаилом Фёдоровичем, тогда ещё студентом Петровско-Разумовской сельскохозяйственной академии. Как всякое чудо, мельница потребовала предельного напряжения от создателей. Однако ноша оказалась непосильным бременем для Адамова-отца.
Энергия воды передавалась к жерновам мельницы посредством электричества. То есть в сущности это была гидроэлектростанция, питавшая все мельничные механизмы. Случилось так, что гидротурбины в день пуска не смогли провернуться. Это стало катастрофой для Адамова-отца, потратившего на стройку около пяти миллионов рублей. У него произошёл нервный срыв, и позже он скончался.
В дальнейшем мельница была благополучно запущена проектировщиком и наследником — Михаилом Фёдоровичем Адамовым.

## Ливны в географических названиях
- Ливны — село в Гвардейском районе Калининградской области[68].
- Ливны — село в Краснознаменском районе Калининградской области[69].
- Ливенская — деревня в Задонском районе Липецкой области[70].
- Ливенская — улица в Москве[71].
- Ливенская — улица в Орле[72].
- Ливенская — улица в Самаре[73].
- Ливенская — улица в Донецке на Украине[74].
- Ливенка — микрорайон пос.Чернянка, Белгородской области[75].

## Города-побратимы
По данным администрации город имеет 3 города-побратима на 2019 год:
- Беларусь Кобрин[77] (1999)
- Молдова Бельцы (2005)
- Россия/ Украина Саки[78] (2009)

## Фотогалерея
- Ливны конца XIX века
- Земство
- Русско-Азиатский банк
- Гостиница Каменева
- Женская гимназия, фасад

- Женская гимназия
- Реальное училище
- Реальное училище
(актовый зал)
- Вокзал

- Вокзальная площадь
- Базарная площадь
(ныне Городской парк)
- Акатовская улица
(ныне Дружбы народов)
- Акатовская улица
(ныне Дружбы народов)

- Казанская улица
(ныне К.Маркса)
- Казанская улица
(ныне К.Маркса)
- Ворота Городского сада
(ныне Городского парка)

- Красная улица 
(ныне Поликарпова)
- Соборная улица 
(ныне Ленина)

- Ливны начала XXI века
- Бывшее Земство
- Бывший Русско-Азиатский банк
- Бывшее духовное училище
- Ворота Городского парка

- Сергиевский храм
- Вид на «заречную» часть города
- Река Сосна